# Maní (község, Mexikó)
Maní község Mexikó Yucatán államának délnyugati részén. 2010-ben lakossága kb. 5300 fő volt, ebből mintegy 4200-an laktak a községközpontban, Maníban, a többi 1100 lakos a község területén található 11 kisebb településen élt.

## Fekvése
Az állam délnyugati részén, a fővárostól, Méridától délre fekvő község teljes területe a tenger szintje felett körülbelül 25–35 méterrel elterülő síkvidék. Az éves csapadékmennyiség 1000–1100  mm körül van, de a községnek vízfolyásai nincsenek. A mezőgazdaság a terület mintegy 4%-át hasznosítja, a többi részt főként vadon borítja.

## Népesség
A község lakóinak száma a közelmúltban egy rövid időszak kivételével igen gyorsan növekedett, a változásokat szemlélteti az alábbi táblázat:
| Év   | Lakosság |
| ---- | -------- |
| 1990 | 4154     |
| 1995 | 4690     |
| 2000 | 4664     |
| 2005 | 4867     |
| 2010 | 5250     |

## Települései
A községben 2010-ben 12 lakott helyet tartottak nyilván, de nagy részük igen kicsi: 9 településen 10-nél is kevesebben éltek. A három jelentősebb helység:
| Település            | Lakosság (2010) |
| -------------------- | --------------- |
| Maní (községközpont) | 4146            |
| Tipikal              | 951             |
| Pozo Nueve           | 111             |